# Visconti (azienda)
Visconti è un'azienda italiana di gioielleria. 

## Storia
La società produttiva fu fondata nel 1988 in Firenze da Luigi Poli e Dante Del Vecchio: due amici collezionisti di penne stilografiche; produssero inizialmente penne stilografiche e a sfera usando molta celluloide, materiale apprezzato per le sue qualità di durezza e resistenza. Altri materiali usati sono cristallo, avorio antico, ebanite, lucite e acrilico (vernice), oltre a titanio e fibra di carbonio: le penne dei vari modelli sono fornite di oro e argento per la vendita in edizione limitata; la penna più preziosa, tempestata di diamanti, è venduta nei magazzini Harrods di Londra.
 Nel 2013 fu lanciata la prima collezione di orologi da polso. Le penne di questo marchio furono usate per firmare documenti istituzionali come l'accordo tra NATO e Russia del 28 maggio 2002.

## Produzione
Nel corso degli anni, alle penne si sono aggiunti orologi e accessori. La maggioranza dei prodotti è venduta all'estero: le penne vendute erano quasi 50.000 in circa 50 nazioni nel 2013.